# Jimmy Björkstrand
Lars Jimmy Christian Björkstrand (* 4. Mai 1979 in Malmö, Schweden) ist ein schwedischer Goalballspieler und mehrmaliger Teilnehmer der Paralympischen Spiele.

## Karriere
Björkstrand begann 1993 Goalball zu spielen, da sein Bruder in dieser Sportart aktiv war. Er spielt für den Club FIFH Mighty Ducks, der in seiner Geburtsstadt Malmö beheimatet ist. Seit 1995 gehört Björkstrand der schwedischen Goalballnationalmannschaft der Herren an.
Als Goalballspieler gewann er zwischen 2000 und 2005 die Goldmedaille der schwedischen Landesmeisterschaften. Das Venice International club tournament gewann er dreimal.
Neben seiner sportlichen Karriere arbeitet er als Lehrer in einer Vorschule.

## Erfolge
Sommer-Paralympics
- 2000 Sydney: Bronze
- 2004 Athen: Silber
- 2008 Peking: Bronze

Internationale Wettbewerbe
- 1997 IBSA European Championships, Stockholm: Bronze
- 1998 IBSA World Championships, Bülach: Fünfter
- 1999 IBSA European Championships, England: Bronze
- 2000–2005:Schwedische Landesmeisterschaft: Gold
- 2002 IBSA World Championships, Rio: Gold
- 2006 IBSA World Championships, Spartanburg: Silber